# بريندا فاكارو
بريندا فاكارو (بالإنجليزية: Brenda Vaccaro)‏ هي ممثلة أمريكية، ولدت في 18 نوفمبر 1939 ببروكلين في الولايات المتحدة. من الجوائز التي نالتها جائزة الإيمي برايم تايم وجائزة المسرح العالمي سنة 1962.

## أعمال

### أفلام
- (1969) راعي البقر منتصف الليل[6]
- (2002) سوني
- (2003)  مغامرة ويبر الكبرى
- (2019) حدث ذات مرة في هوليوود

### مسلسلات
- آلي مكبيل
- أميريكان داد!
- جوني برافو

## جوائز وترشيحات
جوائز
- جائزة الإيمي برايم تايم
- جائزة المسرح العالمي (1962)

ترشيحات
- جائزة الأوسكار لأفضل ممثلة مساعدة (1975)
- جائزة توني عن فئة أفضل ممثلة في مسرحية موسيقية [الإنجليزية]‏ (1968)
- جائزة توني لأفضل ممثلة مسرحية [الإنجليزية]‏ (1969)
- جائزة توني لأفضل ممثلة بارزة في مسرحية [الإنجليزية]‏ (1966)

## وصلات خارجية
- بريندا فاكارو على موقع IMDb (الإنجليزية)
- بريندا فاكارو على موقع ألو سيني (الفرنسية)
- بريندا فاكارو على موقع أول موفي (الإنجليزية)
- بريندا فاكارو على موقع قاعدة بيانات برودواي على الإنترنت (الإنجليزية)
- بريندا فاكارو على موقع قاعدة بيانات الأفلام السويدية (السويدية)
- بريندا فاكارو على موقع إن إن دي بي (الإنجليزية)
- بريندا فاكارو على موقع ديسكوغز (الإنجليزية)
- بريندا فاكارو على موقع قاعدة بيانات الفيلم (الإنجليزية)
- بريندا فاكارو على موقع كينوبويسك (الروسية)